# Roche Lexikon Medizin
Das Roche Lexikon Medizin ist ein Medizin-Lexikon, das zuerst 1984 im Verlag Urban & Schwarzenberg erschien. Später erschien es bei Elsevier.
Es galt als wichtigstes Konkurrenzwerk zum Pschyrembel unter den deutschsprachigen Medizinlexika. Herausgegeben wurde es von der Lexikonredaktion von Urban & Schwarzenberg (Leitung Norbert Boss), wobei der Thesaurus des im Verlag zuvor eingestellten Reallexikons der Medizin und ihrer Grenzgebiete benutzt wurde.
Die 3. Auflage 1993 hatte 1856 Seiten und 1900 Abbildungen. Es liefert keine Etymologie zu den Stichwörtern, nimmt aber Wortstämme als eigene Stichwörter auf. Die 5. Auflage bei Urban & Fischer (Elsevier) von 2003 (ISBN 978-3-437-15150-7) hatte 2086 Seiten, 62.000 Stichworte, 2.200 Abbildungen, 40.000 englische Übersetzungen und erschien mit CD-ROM.
Der Name stammt vom Pharmakonzern Roche Holding, der das Werk sponserte.

## Auflagen
- 1. Auflage, München / Wien / Baltimore 1984, 1906 Seiten, ISBN 3-541-11211-5
- 2. Auflage, München / Wien / Baltimore 1987, 2026 Seiten, ISBN 3-541-11212-3
- 3. Auflage, München / Wien / Baltimore 1993, 1850 Seiten, ISBN 3-541-11213-1,
- 4. Auflage, München / Wien / Baltimore 1998, 1880 Seiten, ISBN 3-541-11214-X, ISBN 3-541-17134-0
- 5. Auflage, Verlag Urban & Fischer, München / Jena 2003, 2086 Seiten, ISBN 3-437-15156-8

## Varia
Als Kuriosum gilt der Grammatikfehler im lateinischen Schlusssatz des Vorworts der ersten Auflage: „Ad multos editiones!“, der noch in einer Teilauflage der ersten Auflage in „Ad multas editiones!“ (Auf viele weitere Auflagen!) korrigiert und dann in den übrigen vier Auflagen weggelassen wurde. In Erwartung vieler Auflagen läuft die Internationale Standardbuchnummer am Ende vor der Prüfziffer bei den ersten vier Auflagen von 11 bis 14; analog beginnt die Titelnummer nach der geänderten Verlagsnummer der fünften und damit bislang letzten Auflage mit 15.